# كفر يوسف شحاتة
قرية كفر يوسف شحاتة هي إحدى القرى التابعة لمركز مشتول السوق في محافظة الشرقية في جمهورية مصر العربية. حسب إحصاءات سنة 2006، بلغ إجمالي السكان في كفر يوسف شحاتة 1376 نسمة، منهم 703 رجل و673 امرأة.